# Le Roi vient quand il veut

Le Roi vient quand il veut est un recueil d'entretiens accordés par Pierre Michon, d'abord publié en 2007 aux éditions Albin Michel puis publié en août 2010 aux éditions Le Livre de poche. Il réunit des entretiens accordés entre mai 1989 et juin 2007, dans divers magazines ou quotidiens, tels que La Quinzaine littéraire, Le Magazine littéraire, Le Matricule des Anges, La Femelle du Requin, Le même et l'autre, Atlantiques, Le français aujourd'hui, Interlope la curieuse, Prétexte, Virgin Megapresse, Le Monde des Livres, Libération, Encre de Loire, Le Nouvel Observateur.
Sous-titré "Propos sur la Littérature", ce livre s'apparente à un essai sur la Littérature. Pierre Michon y parle des nombreux auteurs qui l'ont marqué dans son travail littéraire, notamment Arthur Rimbaud, auquel il avait déjà consacré son livre Rimbaud le fils, Julien Gracq, Victor Hugo, Antonin Artaud, à qui il a consacré son Mémoire de master, ou encore Lautréamont, Giono, Flaubert, Faulkner, Beckett, Borges.
Il y raconte ses grands émois et ses grandes fascinations artistiques, parmi lesquelles le Nouveau roman et les livres de Maurice Blanchot , Absalon ! Absalon ! de William Faulkner qui est pour lui "l'inconcevable bouche de la littérature qui parle, en personne" 
Ce livre témoigne d'une grande érudition et d'un grand amour pour la lecture et l'écriture.
Pierre Michon profite également de ces entretiens pour parfaire son travail autobiographique (une grande partie de ses œuvres se rapporte à l'autobiographie romancée) en dissertant sur son rapport à l'écriture, le chemin qui l'a mené vers elle, et son travail au quotidien. Il explique par exemple qu'il n'écrit pas tous les jours de l'année : pendant une longue période (parfois six mois), il laisse le texte en gestation dans son esprit, puis, quand il se sent prêt, il écrit, très rapidement, son récit . Il explique également le fait qu'il n'ait commencé à publier qu'à 37 ans (avec Vies minuscules) parce qu'il ne se croyait pas capable d'être à la hauteur des livres qu'il admire.

## Entretiens
- 1. D'abord, contemporain
- 2. Contemporain de la légende
- 3. Une forme déchue de la prière
- 4. Un jeu de vessies et de lanternes
- 5. La mer est belle
- 6. Le roi vient quand il veut
- 7. Châtelus, Bénévent, Mégara
- 8. L'entretien d'Oliver
- 9. Rimbaud et Bernadotte
- 10. Je me parle en patois
- 11. Glorieux, caché, mort
- 12. Cause toujours
- 13. La prose de Moby Dick
- 14. Je ne suis pas ce que j'écris
- 15. Qu'as-tu fait de tes talents ?
- 16. Les écrivains de Balzac
- 17. La chair est la proie de la langue
- 18. Un Sade qu'on peut lire à l'école
- 19. Le monde qui appelle
- 20. Liquider la réalité
- 21. Les carnets inédits de "La Grande Beune"
- 22. Boom, ça c'est du latin$
- 23. Si Zhongwen joue du luth
- 24. En attendant l'autodafé
- 25. Mais qu'est-ce qu'on va devenir [6]?
- 26. La Bible est mon pays
- 27. Pirate au long cours
- 28. Giono chez les aztèques
- 29. La Vache et l'Archer
- 30. La fleur bleue de Julien Gracq